# Tipula halteroptera
Tipula halteroptera är en tvåvingeart som beskrevs av Alexander 1951. Tipula halteroptera ingår i släktet Tipula och familjen storharkrankar.
Artens utbredningsområde är Myanmar. Inga underarter finns listade i Catalogue of Life.